# أم أبان بنت عتبة بن ربيعة
أم أبان بِنْت عُتبة بن ربيعة هي أم أبان بِنت عُتبة بن ربيعة بن عَبْد شمس بن عَبْد مناف القُرَشِيَّة العَبشَمية خالة معاوية بن أبي سفيان. أُمها هي خناس بنت مالك بن مضرِّب بن عمرو بن حُجير بن عبد بن مَعيص بن عامر بن لؤي القُرشية. لها من الإخوة من جهة والدها الصحابي أبو حذيفة بن عتبة، ولها من الإخوة من جهة أُمها الصحابي مصعب بن عمير.
في غزوة بدر حارب في جهة المشركين والدها عتبة بن ربيعة، وعمها شيبة بن ربيعة، وأخيها من أبيها الوليد بن عتبة، وأخيها من جهة أُمها أبو عزيز زُرارة بن عمير بن هاشم، وخالها أبو خُناس شيبة بن مالك بن مضرب. وحارب في جهة المسلمين مع النبي محمد في ذات الغزوة عمها الصحابي معمر بن الحارث بن معمر وهو أخ والدها من أُمّهما هند بنت المضرب، وحارب أيضًا في صف النبي محمد في غزوة بدر أخيها من أبيها الصحابي أبو حذيفة بن عتبة، وأخيها من جهة أُمها الصحابي مصعب بن عمير، وخالها الصحابي عبد الله بن سهيل وهو أخ والدتها خناس بنت مالك بن مضرِّب من جهة أمهما حبي بنت قيس بن ضبيس بن ثعلبة الخزاعية، وبذلك تكون أم أبان المرأة الوحيدة التي شهد أخويها غزوة بدر مع النبي محمد وأخوين آخرين مع المشركين، وشهد عمها غزوة بدر مع النبي وعمها الآخر مع المشركين، وأحد أخوالها شهد بدر مع النبي وخالها الآخر مع المشركين.
كانت بالشام مع زوجها أبان بن سعيد بن العاص فقُتِل عنها بأجنادين، عادت إلى المدينة. ولما قدمت من الشام خطبها من العشرة المبشرين بالجنة أربعة هُم الخليفة عمر بن الخطاب، والخليفة علي بن أبي طالب، والزبير بن العوام، وطلحة بن عبيد الله، فاختارت طلحة، فتزوجها. ولا تُعرف لها رواية للحديث النبوي. أخرجها أبو عُمر .

## أزواجها
- أبان بن سعيد بن العاص.
- طلحة بن عبيد الله. ولدت له ثلاثة أولاد هم اسحاق بن طلحة و يعقوب بن طلحة و إسماعيل بن طلحة.